# Engelbert Besednjak
Engelbert Besednjak, italijanski politik in publicist, slovenskega rodu * 14. marec 1894, Gorica, † 21. december 1968, Trst.
Njegov oče je bil krojač Jožef, mati mu je bila perica in likarica Jožefa (rojena Jež). Po nemški gimnaziji v Gorici je študiral pravo na Dunaju, kjer je 1920 tudi doktoriral. V letih 1913–1914 je bil tajnik goriške Krščanske socialne zveze. Leta 1919 je bil poklican v glavno uredništvo Slovenca, 1920 pa je postal glavni urednik tržaške Edinosti. Leta 1921 je bil imenovan za člana izrednega deželnega odbora za Goriško in Gradiško. Prevzel je glavno uredništvo tednika Goriška straža (1922–1924) in bil v vodstvu Krščanske socialne zveze. Bil je v vodstvu Kmetsko-delavske zveze in član Vrhovnega sveta krščanskih organizacij Slovencev in Hrvatov v Julijski krajini. Po razkolu v političnem društvu Edinost je bil v političnem društvu Edinost za Goriško izvoljen za podpredsednika, nato za predsednika. Bil je tudi urednik krščanskosocialne revije Socialna misel in sodeloval pri glasilu Naša moč. V letih 1924–1929 je bil poslanec v rimskem parlamentu, kjer se je zavzemal za narodnostne in gospodarske pravice manjšine. Nato je odšel na Dunaj, kjer je deloval skupaj z Josipom Vilfanom in bil 1930 sprejet v vodstvo Kongresa evropskih narodnih manjšin; tu je postal predsednik Zveze manjšinskih časnikarjev. Z Dunaja je odšel v Beograd, kjer je kot neuradni svetovalec in posrednik za manjšinske zadeve zastopal koristi slovenske manjšine v Italiji. Z Antonom Korošcem je sodeloval pri začetkih snovanja politične stranke JRZ.
Med drugo svetovno vojno je bil povezan z organizirano skupino predstavnikov slovenskega katoliškega političnega tabora v Beogradu, bil je v tesni zvezi s t. i. goriško sredino in sodeloval pri Narodnem svetu Slovencev in Hrvatov v Julijski krajini. Leta 1950 je iz Beograda odšel v Trst, kjer je prevzel vodstvo Slovenske krščanske socialne zveze. Leta 1954 je ustanovil Novi list, v katerem je 1958 začel objavljati spomine na Virgilija Ščeka, ki predstavljajo prikaz politične zgodovine primorskih Slovencev po prvi svetovni vojni.